# Casa Gamble
La casa Gamble (en inglés: Gamble House, también David B. Gamble House), es una casa de estilo Arts and Crafts situada en la ciudad de Pasadena, al oriente del estado de California (Estados Unidos). Fue diseñada por el estudio de arquitectura Greene and Greene. Construida entre 1908 y 1909 como hogar para David B. Gamble de la compañía Procter & Gamble, es en la actualidad un Hito Histórico Nacional y un Hito Histórico de California. Está abierta al público para recorridos y eventos.  

## Historia

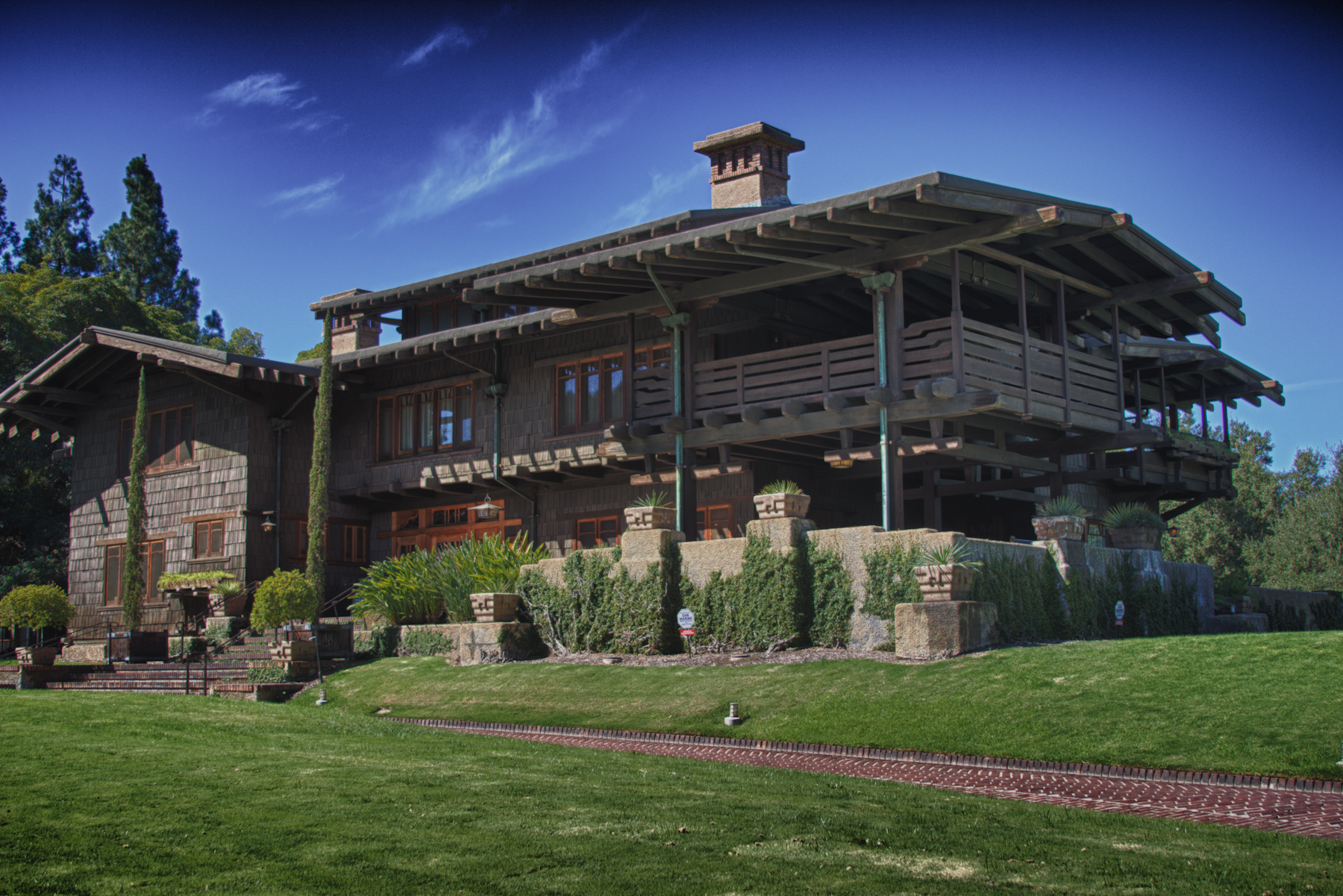
Vista exterior desde el jardín delantero, que muestra la puerta de entrada y el hastial orientados al suroeste.

Una característica importante de la casa Gamble era ser distinta de muchas otras casas cercanas, como la casa Fenyes de estilo neoclásico. Teniendo en cuenta que muchos proyectos de Greene y Greene han sido alterados hasta cierto punto y despojados de los muebles originales diseñados por los arquitectos, esta casa se ha conservado bien, tanto exterior como interiormente.
David y Mary Gamble vivieron en ella durante los meses de invierno hasta su muerte en 1923 y 1929, respectivamente. La hermana menor de Mary, Julia, vivió allí hasta su muerte en 1943. Cecil Huggins Gamble y su esposa Louise Gibbs Gamble la habitaron a partir de 1946. Consideraron brevemente venderla, hasta que los posibles compradores hablaron de pintar la carpintería interior de blanco. En 1966, la familia Gamble se la entregó a la ciudad de Pasadena en un acuerdo conjunto con la Escuela de Arquitectura de la Universidad del Sur de California (USC). The Gamble House fue declarada Hito Histórico Nacional en 1977. Hoy en día, dos estudiantes de arquitectura de 5.º año de la USC viven en la casa a tiempo completo; los estudiantes seleccionados cambian anualmente.
La casa Gamble fue objeto de críticas durante el siglo XX. Sin embargo, después de la Segunda Guerra Mundial recibió una nueva popularidad. Se incluyó en una lista de las 10 mejores casas de Los Ángeles en una encuesta de expertos de Los Angeles Times
En 1978 fue incluida en el Registro Nacional de Lugares Históricos.
En 2007 el American Institute of Architects realizó una encuesta para determinar la lista America's Favorite Architecture con los 150 edificios favoritos en Estados Unidos; la casa Gamble ocupa el puesto 66.

## Diseño

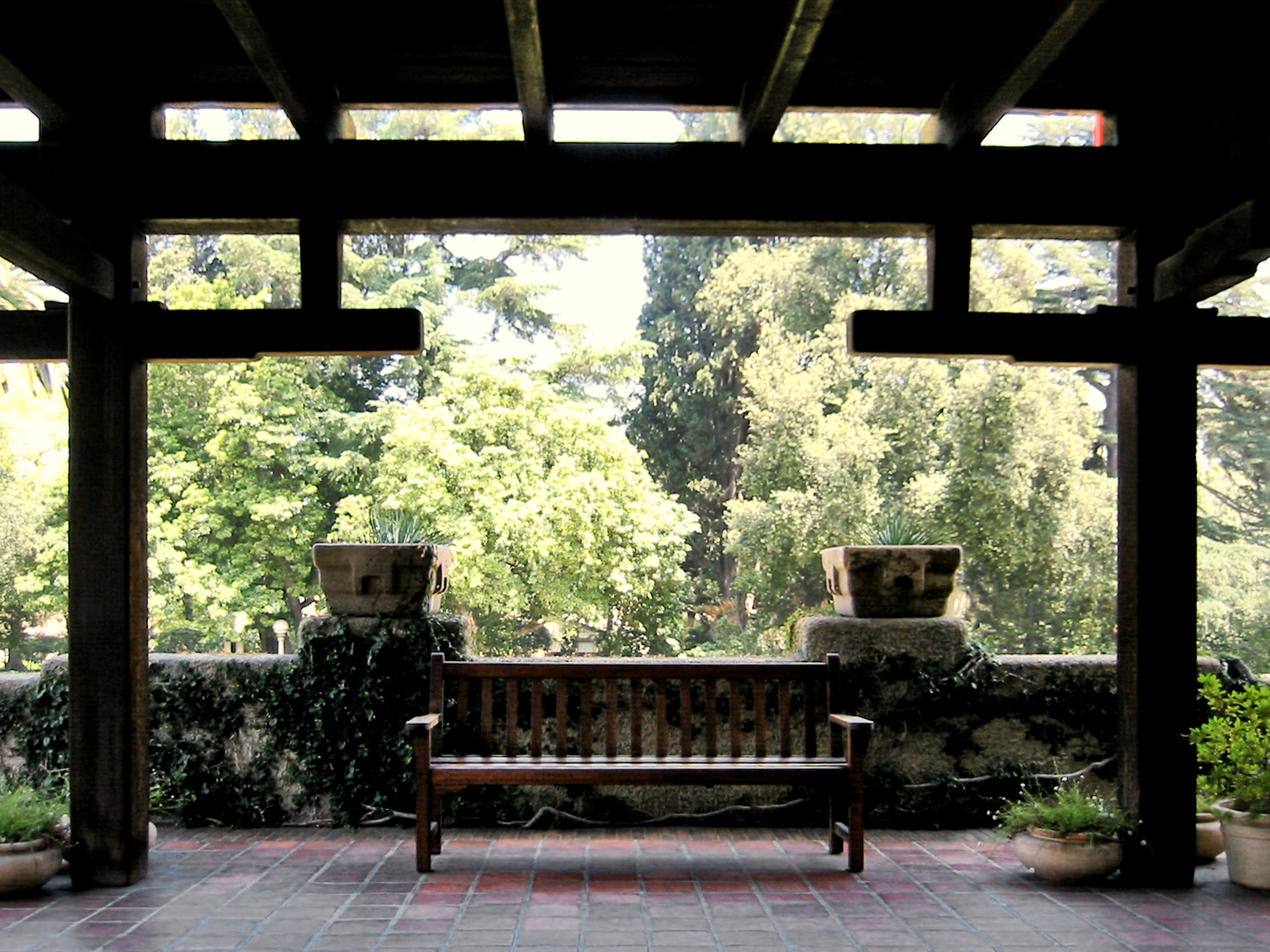
Vista desde el porche delantero.

Originalmente construida como residencia de invierno para David y Mary Gamble, la casa Gamble, de tres pisos, se considera comúnmente como la obra maestra del estilo Arts and Crafts. Su estilo muestra la influencia de la estética tradicional japonesa y una cierta amplitud de California, nacida de la tierra disponible y de un clima favorable. El movimiento Arts and Crafts en la arquitectura artesanal estadounidense se centró en el uso de materiales naturales, la atención al detalle, la estética y la artesanía.
Está ubicada en una loma herbosa con vistas al arroyo Seco de Pasadena, un amplio cauce estacionalmente seco. Debido al amor de los Gamble por la naturaleza, los Greene diseñaron la vivienda para complementar el entorno rústico, llevando flores y árboles al interior, reflejándolo en imágenes en madera, metal, vidrio artístico y piedras semipreciosas. El edificio en sí parece enredado con el paisaje, logrado por una combinación de materiales artificiales, como el ladrillo y el estuco rugoso, y naturales, como las piedras de río de granito o la higuera rastrera que crece en los cimientos de la terraza y en los escalones.

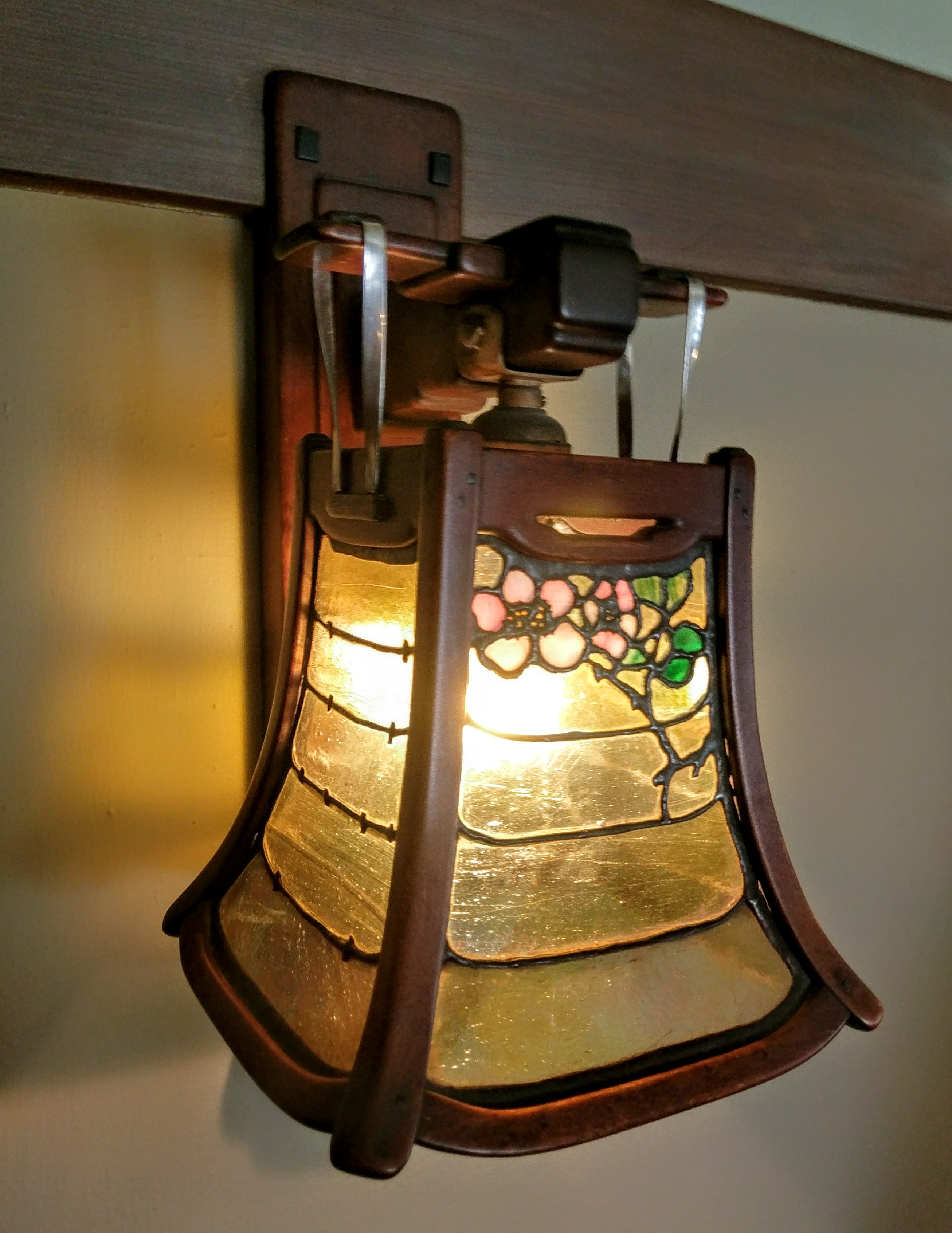
Lámpara imitando el estilo japonés.

La casa muestra una fuerte influencia de la arquitectura japonesa. La abstracción de las nubes y de la niebla, así como las otras características "orientales" aplicadas a las puertas, ventanas, mosquiteras, vigas, sillas y linternas, fueron otra forma en que la casa mostró su énfasis en la naturaleza como «formas que se encuentran en la naturaleza son la inspiración para estos motivos».

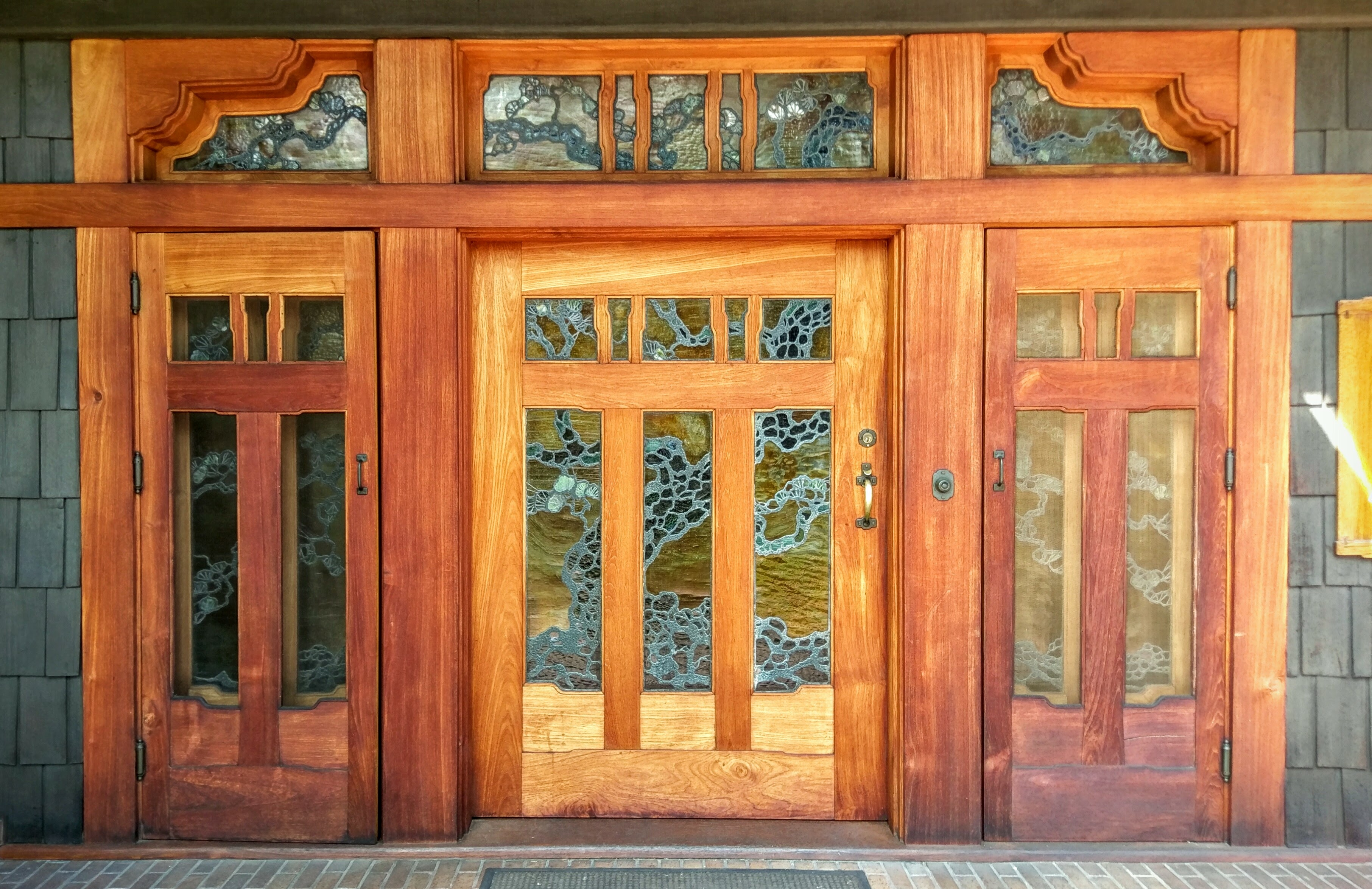
Las tres puertas de entrada de pino negro japonés.

Otra forma en que los Greene mostraron el énfasis de Gamble House en la naturaleza fue a través del «tema de los tres» componentes que se podían ver en cada habitación, tres objetos agrupados juntos, a veces dispuestos simétricamente, pero a menudo no. El uso de la asimetría junto con el equilibrio clásico reflejaba la bienvenida de la naturaleza a la variedad de proporciones.

### Interiores

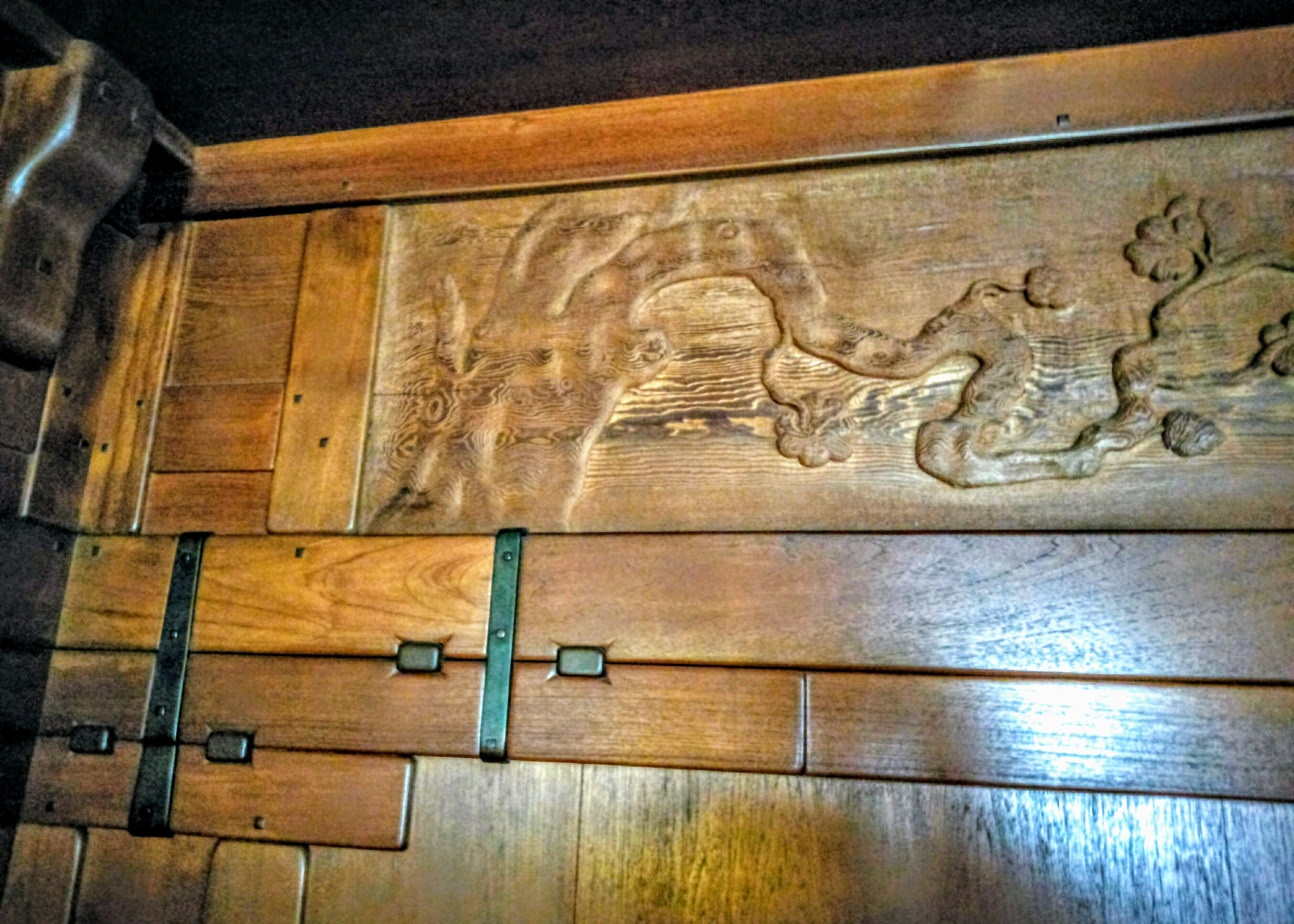
Elementos de diseño de madera tallada.

Las habitaciones se construyeron utilizando varios tipos de maderas. Las superficies de teca, arce, roble, cedro de Port Orford y caoba se colocan en secuencias para resaltar los contrastes de color, tono y vetas. Las incrustaciones en los muebles personalizados diseñados por los arquitectos se coordinan con la incrustaciones en los alrededores de la chimenea de azulejos, y la carpintería expresada y entrelazada en la escalera principal quedó expuesta.
Uno de los paneles de madera en el vestíbulo de entrada es en realidad una puerta oculta que conduce a la cocina, y otro de los paneles se abre para disponer de un armario para abrigos.
Los Greene utilizaron un equipo experimentado de contratistas locales que ya habían trabajado juntos para ellos en Pasadena en varias casas anteriores, incluidos los hermanos Hall, Peter y John, que fueron responsables de la alta calidad de la carpintería en la casa y de sus muebles. El escudo de la familia Gamble, una grulla con una rosa colgante, se utilizó en parte o en su totalidad en muchos lugares del edificio.
Las maderas, la forma de las habitaciones, bajas y horizontales, y la luz natural que se filtra a través de las ventanas exteriores de vidrio artístico conviven con una planta relativamente tradicional, en el que la mayoría de las habitaciones se configuran y organizan regularmente alrededor de un salón central. Aunque la casa no es espacialmente tan audaz como las obras contemporáneas de Frank Lloyd Wright, o incluso del anterior estilo Shingle de Nueva Inglaterra, su ambiente es informal y sus simetrías tienden a localizarse.
Las alturas de los techos son diferentes en el primer (2,69 m) y segundo piso (2,23 m) y en el estudio (2,31 m) y la forma y escala de los espacios cambian constantemente, especialmente cuando uno se mueve desde el interior hacia los porches semicerrados del segundo piso y sus terrazas de forma libre, delantera y trasera. El tercer piso fue planeado como una sala de billar, pero fue utilizado como ático por la familia Gamble.

### Habitaciones
La sala de estar se diseñó sin puertas de entrada para que la estancia fuera lo más abierta y acogedora posible. También constaba de una amplia sala de estar, que estaba decorada con cinco alfombras realizadas a partir de acuarelas de Charles Greene. Frente a la chimenea, hay una ventana-balcón que conduce a la terraza, que se abre al jardín. El amplio ventanal fue diseñado para permitir que la luz natural ilumine la habitación durante las últimas horas de la tarde. En el otro extremo de la sala se encuentran estanterías para libros, una pequeña mesa de juegos y un piano. El piano fue diseñado por los Greene para integrarse con los paneles de la habitación.
En el ala oeste, el comedor está rodeado por la terraza y el jardín en tres de sus lados. Según Gamble House: Greene and Greene, de Edward R. Bosley, la habitación fue diseñada para ofrecer «naturaleza al interior». La entrada de la habitación es diagonal desde el pasillo con dos puertas. Las puertas están decoradas con paneles de vidrio con diseño de nubes. La transición de una sala a otra se ideó para proporcionar una sensación de «anticipación y descubrimiento».

### Exterior y jardines
El espacio exterior era tan importante como los interiores. Hay terrazas cubiertas en tres de los dormitorios del segundo piso, usadas para estar o dormir. La terraza principal está más allá de la fachada trasera. Tiene un pavimento de ladrillo estampado con áreas de plantación, un gran estanque curvilíneo y muretes de jardín hechos con ladrillos y cantos rodados de clínker. Los senderos hechos con grandes piedras desgastadas por el agua del cercano arroyo Seco evocan arroyos que cruzan el césped. El diseño del paisaje y los elementos del jardín se integran con la proporción arquitectónica y los detalles. La puerta de entrada triple y el travesaño cuentan con un motivo de pino negro japonés en vidrio artístico con plomo chapado (más de una capa), que resalta la influencia asiática que recorre toda la casa.

## En la cultura popular
El exterior de la casa Gamble ganó fama mundial como el hogar de Emmett "Doc" Brown en la película de 1985 Back to the Future.

## Marcador de hito histórico de California
El marcador de hito histórico de California NO. 871 en el sitio dice:
- NO. 871 THE GAMBLE HOUSE - Construida en 1908, la David B. Gamble House es un tributo al genio de los arquitectos Charles Sumner Greene y Henry Mather Greene. Su diseño representa un estilo de vida único de California y es una obra maestra de la artesanía estadounidense. En 1966, la familia Gamble hizo un regalo a la ciudad de Pasadena en un acuerdo conjunto con la Universidad del Sur de California.

## Galería

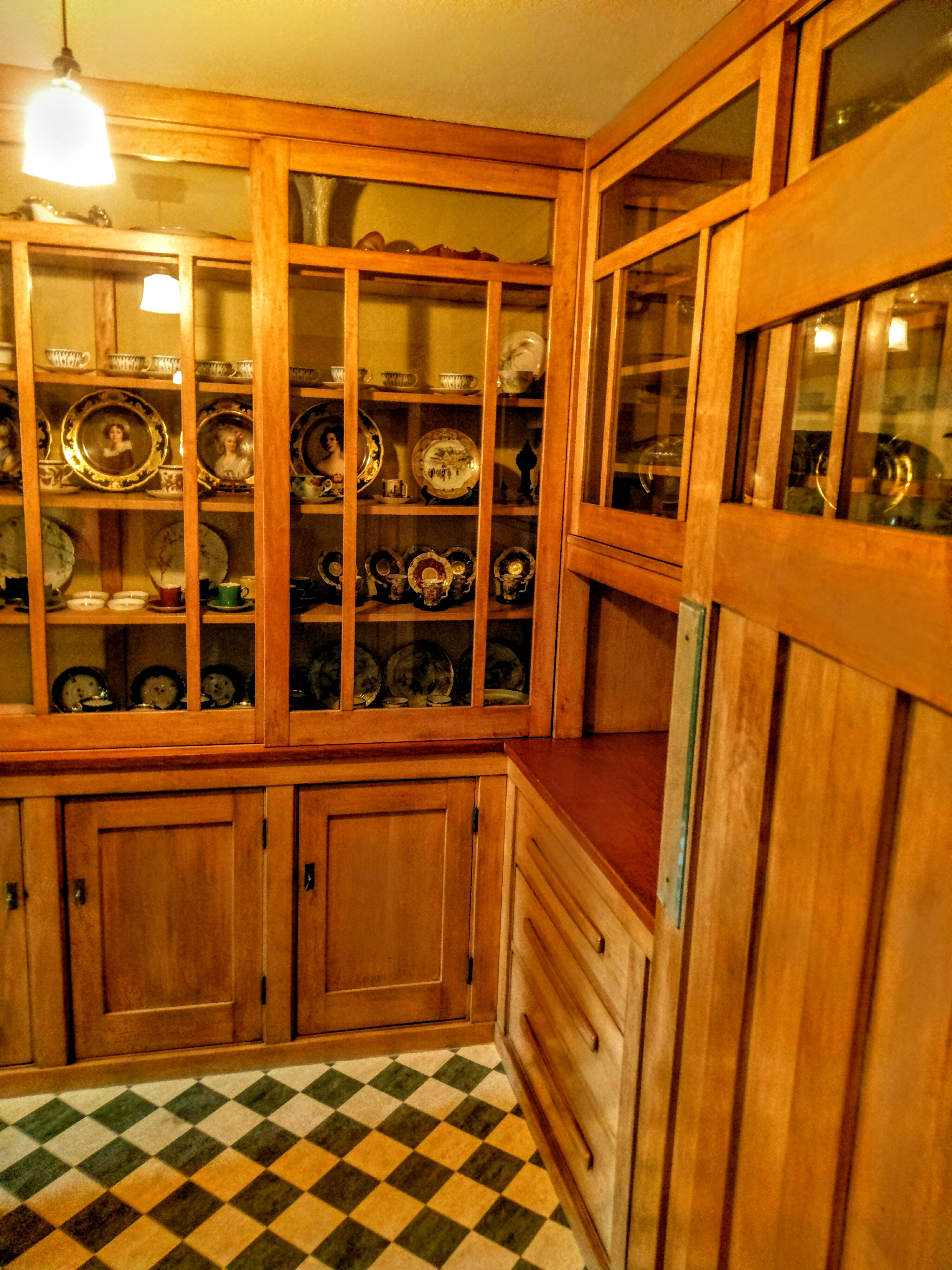
Vasar de estilo chino.
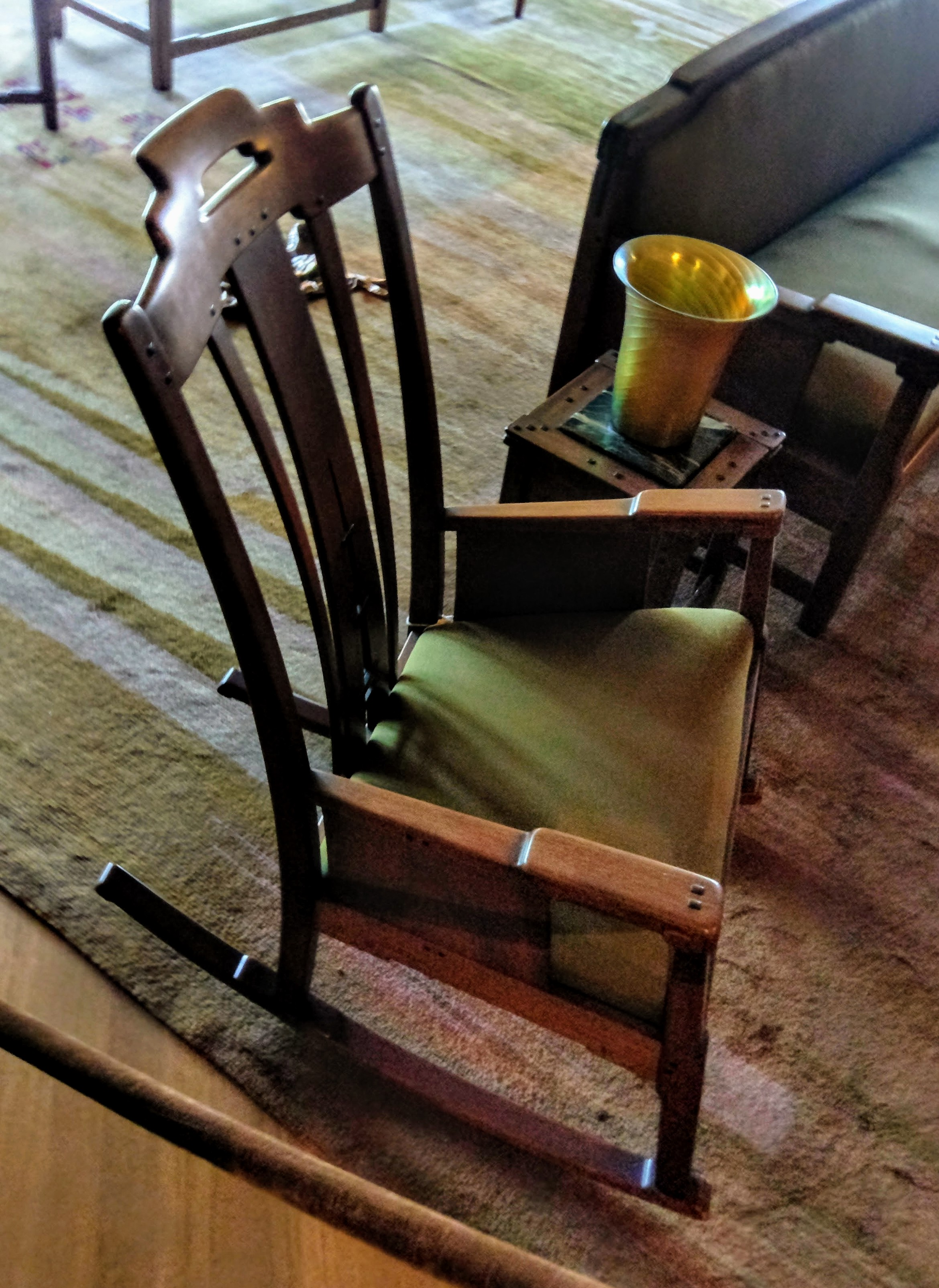
Una mecedora.
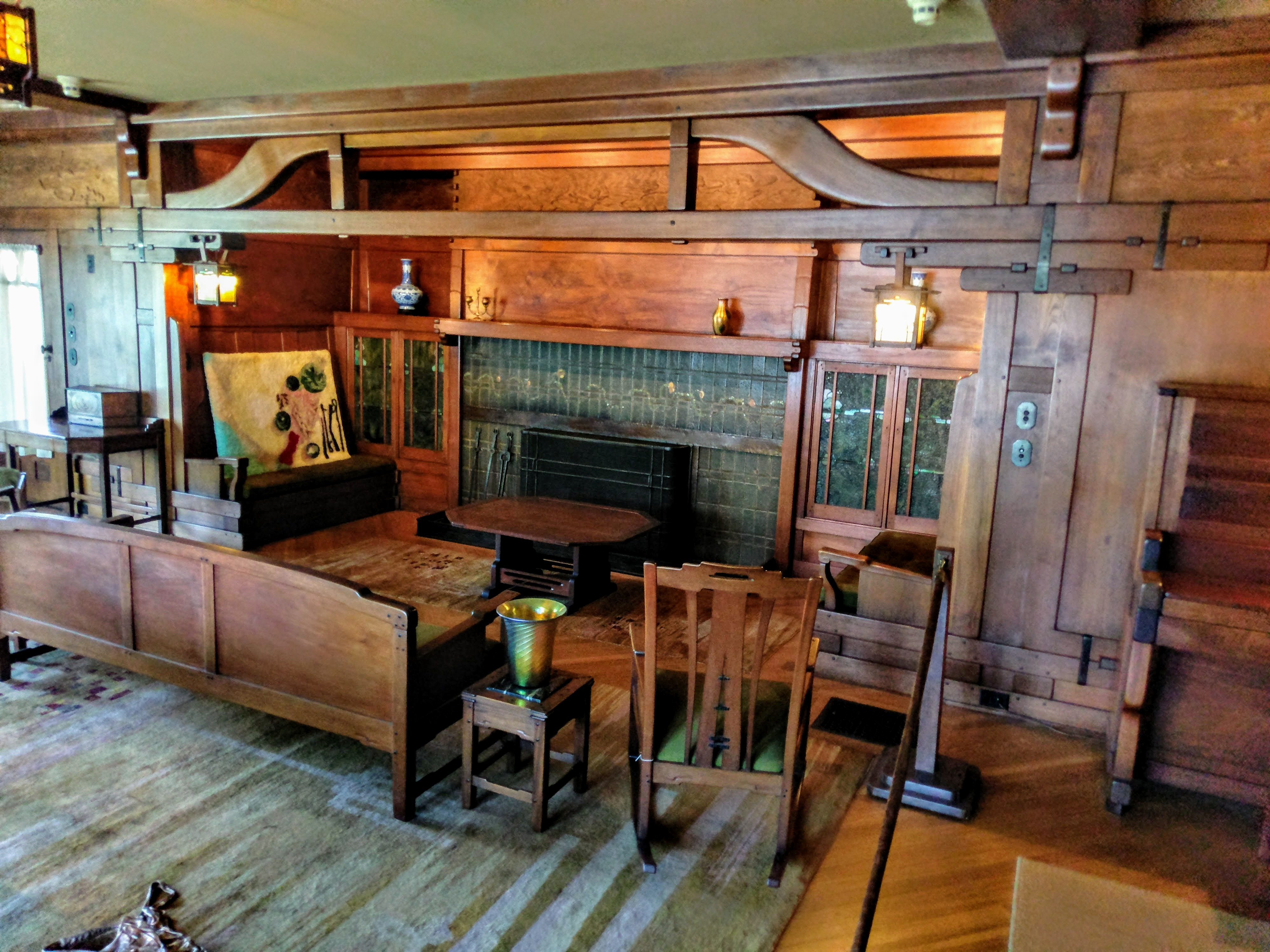
Sala de estar.
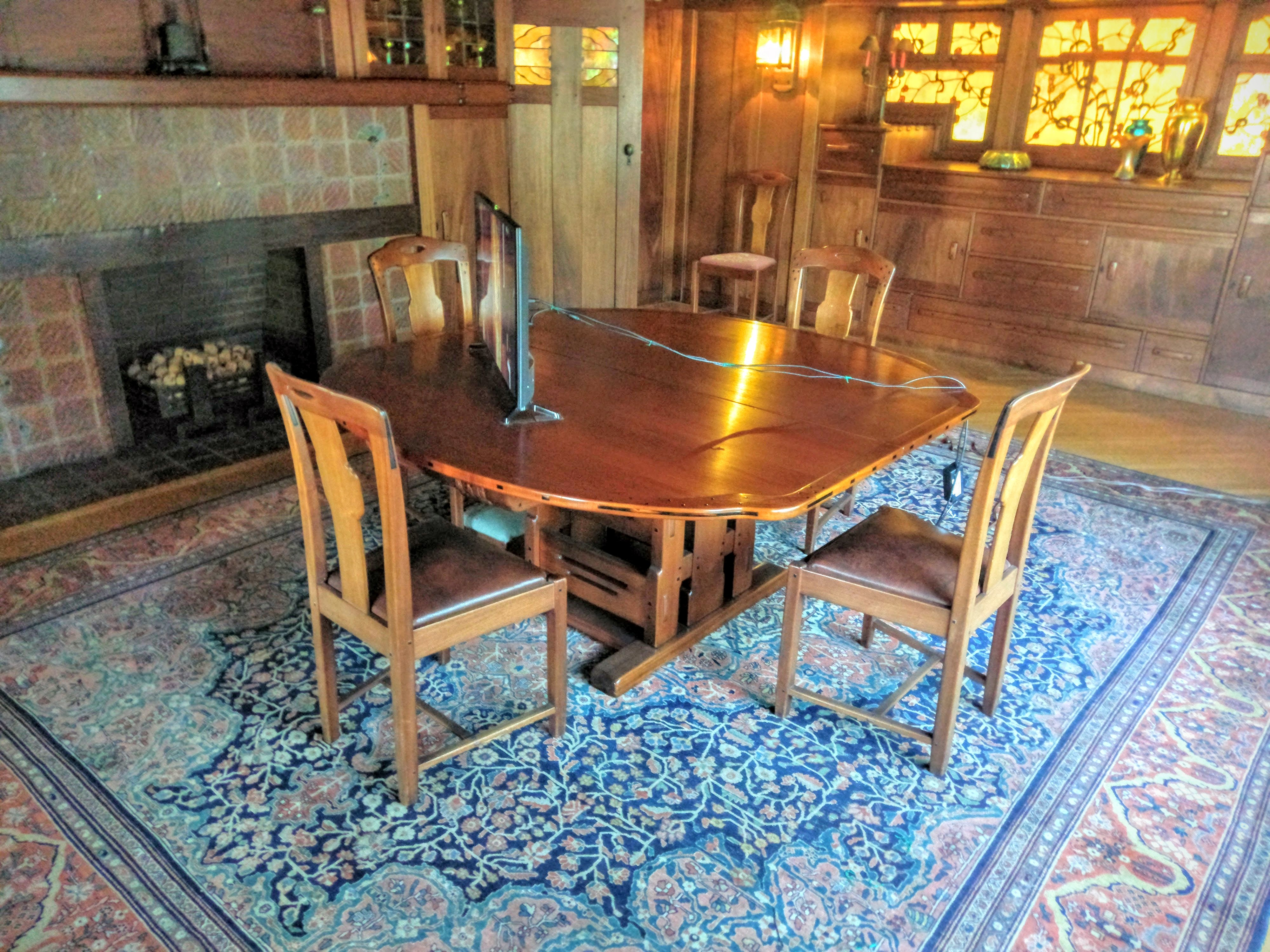
Sillas y mesa del comedor.
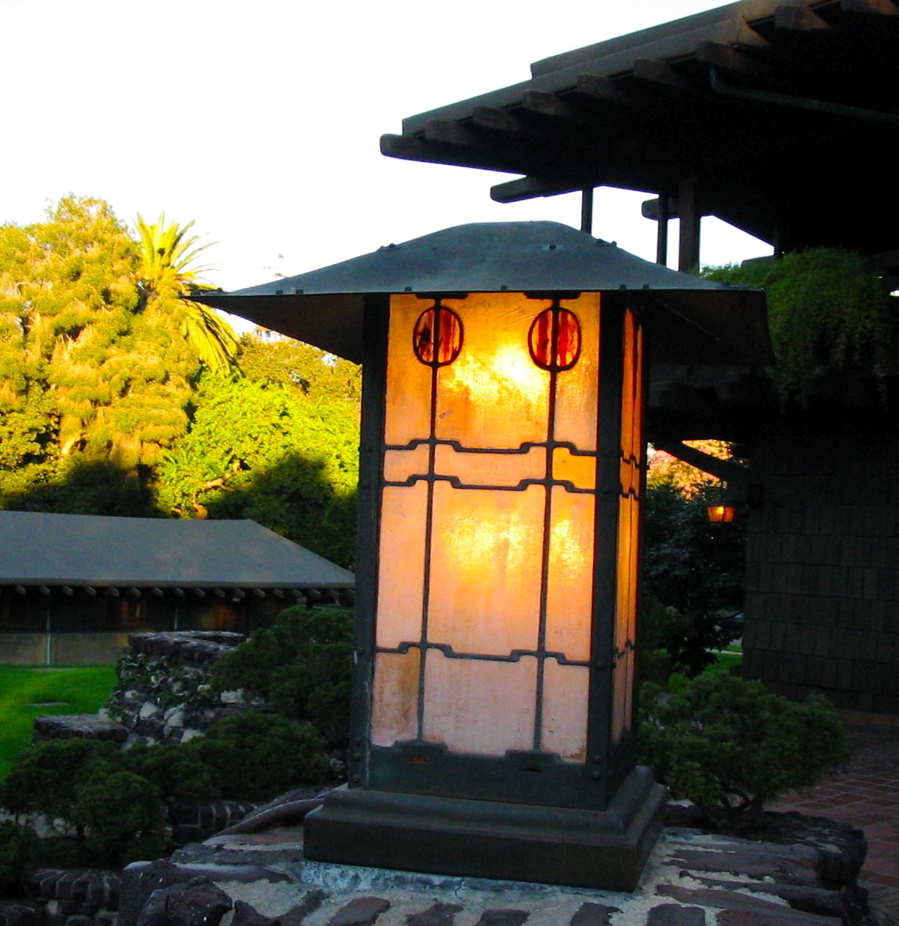
Lámpara de exterior en el porche trasero.
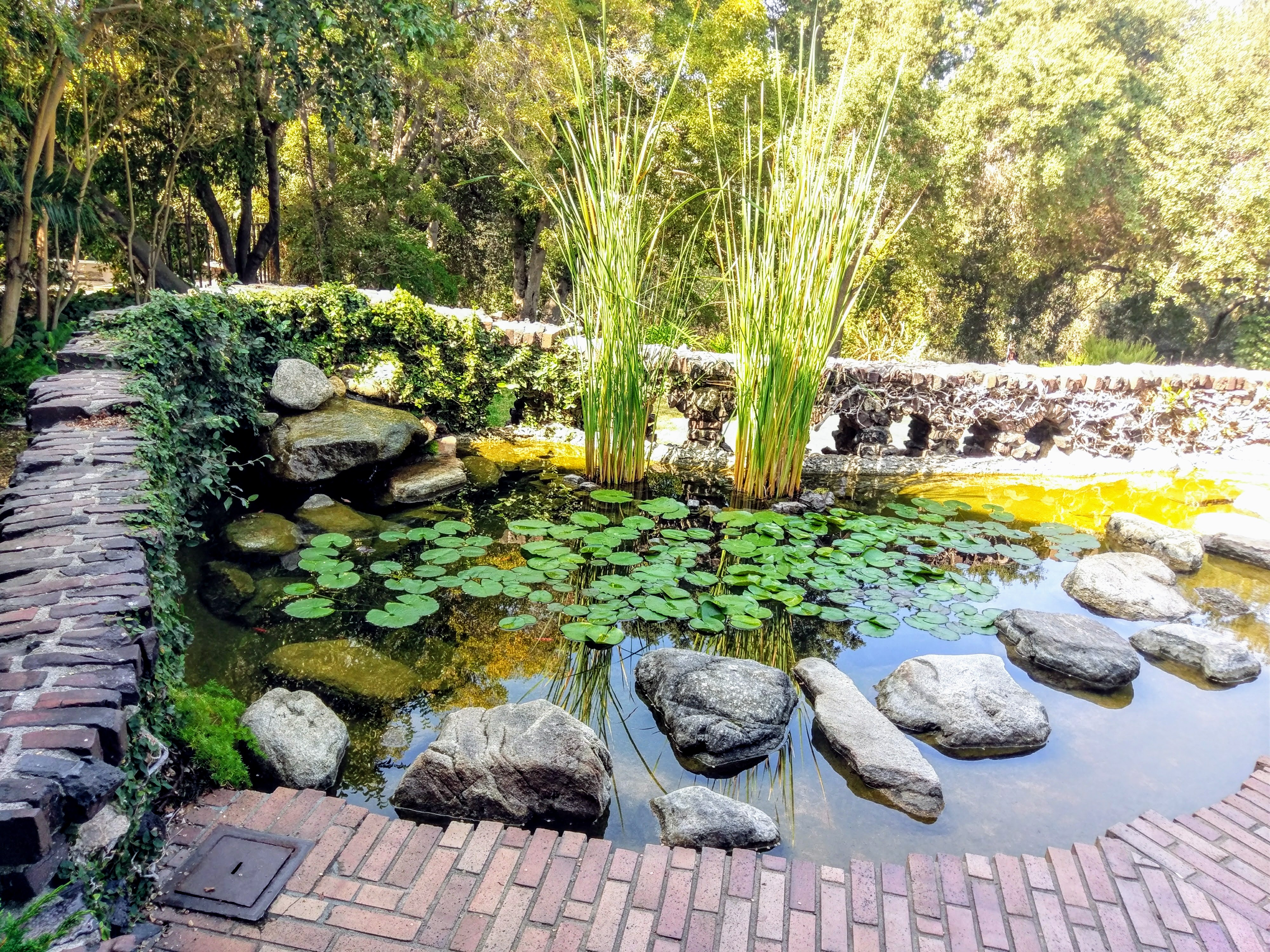
El estanque del jardín.